# 박동묘
 박동묘(朴東昴, 1922년 4월 3일~2006년 2월 19일)는 대한민국의 경제학자이다.
서울대학교 상과대학 교수로 근무하다가 1966년부터 농림부장관으로 부임했다. 성균관대학교 총장과 제9·10대 국회의원을 역임하였다.

## 학력
- 동남공립중학교 졸업 (5년제)
- 1950년 : 서울대학교 상과대학 경제학부 졸업

## 약력
- 서울대학교 상과대학 교수
- 금융통화운영위원회 정위원
- 경제과학심의회의 상임위원
- 대한민국 농림부 장관
- 성균관대학교 총장
- 대한교육연합회 회장
- 국제연합식량농업기구 한국협회 회장
- 1976년 ~ 1979년 : 제9대 국회의원 (유신정우회)
- 식량경제신문 발행인

## 역대 선거 결과
|  | 0% |

|  | 0% |